# John Aitchison
John Aitchison (1926) é um estatístico escocês.
Estudou na Universidade de Edimburgo e na Universidade de Cambridge. De 1966 a 1976 foi professor titular de estatística e Professor#Estados Unidos na Universidade de Glasgow. Em 1969 tornou-se fellow da Sociedade Real de Edimburgo. Em 1976 tornou-se professor fundador de estatística da Universidade de Hong Kong.
Em 1986 publicou o livro The Statistical Analysis of Compositional Data, a referência fundamental atual sobre a análise de dados composicionais.
Em 1988 recebeu a Medalha Guy de Prata da Royal Statistical Society pelo artigo "The Statistical Analysis of Compositional Data”, que apresentou para a sociedade em 13 de janeiro de 1982 (JRSS B 44 139-177), e por contribuições de influência na teoria das distribuições, estatística bayesiana prática, diagnose estatística em medicina e muitas outras áreas da estatística aplicada e teórica.
Após sair da Universidade de Hong Kong em 1989, tornou-se professor da Universidade de Virgínia, chefe da divisão de estatística.
Em 1995 recebeu a Medalha William Christian Krumbein.
Dentre outros livros que publicou constam:
- The Lognormal Distribution, Aitchison, J. e Brown, J.A.C. (1957)
- Statistical Prediction Analysis, Aitchison, J. e Dunsmore, I.R. (1975)

Ambos publicados pela Cambridge University Press.